# テイズウェル郡 (イリノイ州)
テイズウェル郡（英: Tazewell County）は、アメリカ合衆国イリノイ州の中央部に位置する郡である。発音はタズウェル郡の方が近い。人口は13万1343人（2020年）。郡庁所在地はペキンであり、同郡で人口最大の都市である。住民の大半は郡西端のピオリアのベッドタウンに住んでいる。テイズウェル郡はピオリア都市圏に属している。

## 歴史
テイズウェル郡は1827年にピオリア郡から分離して設立された。郡名は、アメリカ合衆国上院議員を務め、1834年にバージニア州知事になったリトルトン・テイズウェルに因むとされている。しかし、バージニア州のテイズウェル郡の名前の由来である同州で著名な政治家ヘンリー・テイズウェル（リトルトンの父）に因んだ可能性もある。

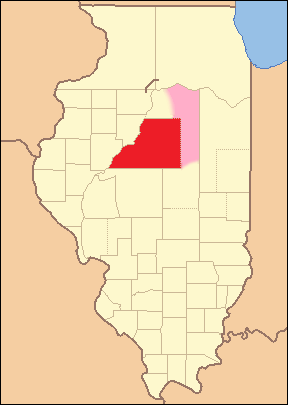
郡創設時から1829年までの郡領域、広大な未編入領域を含んでいる to 1829
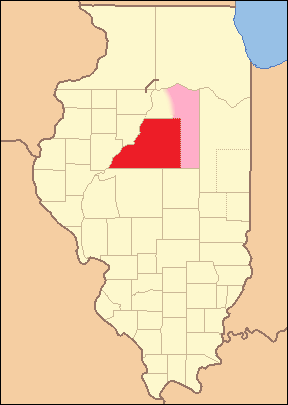
1829年から1830年まで、メイコン郡の創設で南側境界が設定された
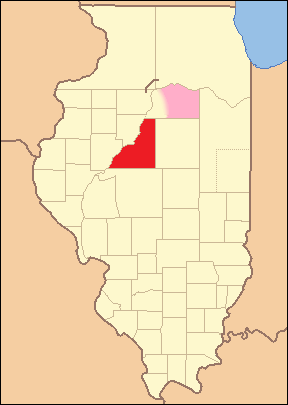
1830年から1831年まで、マクリーン郡の創設で東側境界が設定された
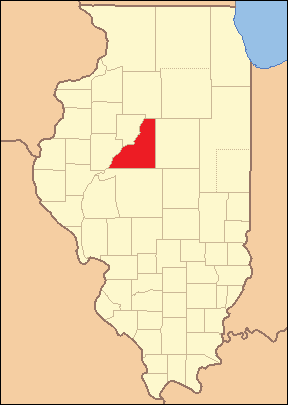
1831年から1841年まで、未編入領域がラサール郡となった
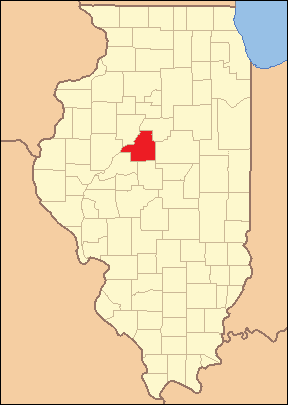
1841から現在の郡領域

## 地理
アメリカ合衆国国勢調査局に拠れば、郡域全面積は657.94平方マイル (1,704.1 km2)であり、このうち陸地648.97平方マイル (1,680.8 km2)、水域は8.96平方マイル (23.2 km2)で水域率は1.36％である。

### 交通

#### 主要高規格道路
| - 州間高速道路74号線 - 州間高速道路155号線 - 州間高速道路474号線 - アメリカ国道24号線 - アメリカ国道150号線 | - イリノイ州道8号線 - イリノイ州道9号線 - イリノイ州道29号線 - イリノイ州道98号線 - イリノイ州道116号線 - イリノイ州道122号線 |

#### 空港
郡内には下記の公共用途空港がある。
- ペキン市民空港 (C15) - ペキン市
- マニトー・ミッチェル空港 (C45) - メイソン郡マニトー村

### 隣接する郡
- ウッドフォード郡 - 北
- マクリーン郡 - 東
- ローガン郡 - 南
- メイソン郡 - 南西
- フルトン郡 - 西
- ピオリア郡 - 北西

## 気候と気象
近年、郡庁所在地であるペキン市の平均気温は1月の14°F (-10 ℃) から7月の86°F (30 ℃) まで変化している。過去最低気温は1984年1月に記録された-27°F (-33 ℃) であり、過去最高気温は1936年7月に記録された113°F (45 ℃) である。月間降水量は1月の1.50インチ (38 mm) から5月の4.17インチ (106 mm) まで変化している。

## 人口動態
以下は2000年国勢調査による人口統計データである。
| 基礎データ - 人口: 128,485人 - 世帯数: 50,327 世帯 - 家族数: 35,883 家族 - 人口密度: 76人/km2（198人/mi2） - 住居数: 52,973軒 - 住居密度: 32軒/km2（82軒/mi2） 人種別人口構成 - 白人: 97.40% - アフリカン・アメリカン: 0.88% - ネイティブ・アメリカン: 0.25% - アジア人: 0.52% - 太平洋諸島系: 0.01% - その他の人種: 0.27% - 混血: 0.68% - ヒスパニック・ラテン系: 1.04% 先祖による構成 - ドイツ系：37.0％ - アメリカ人：14.0％ - イギリス系：11.1％ - アイルランド系：10.3％ | 年齢別人口構成 - 18歳未満: 24.4% - 18-24歳: 8.1% - 25-44歳: 28.6% - 45-64歳: 24.0% - 65歳以上: 14.9% - 年齢の中央値: 38歳 - 性比（女性100人あたり男性の人口） - 総人口: 96.8 - 18歳以上: 94.1 世帯と家族（対世帯数） - 18歳未満の子供がいる: 31.8% - 結婚・同居している夫婦: 59.2% - 未婚・離婚・死別女性が世帯主: 8.7% - 非家族世帯: 28.7% - 単身世帯: 24.8% - 65歳以上の老人1人暮らし: 10.7% - 平均構成人数 - 世帯: 2.49人 - 家族: 2.96人 収入と家計 - 収入の中央値 - 世帯: 45,250米ドル - 家族: 53,412米ドル - 性別 - 男性: 41,148米ドル - 女性: 24,781米ドル - 人口1人あたり収入: 21,511米ドル - 貧困線以下 - 対人口: 6.3% - 対家族数: 4.4% - 18歳未満: 7.4% - 65歳以上: 5.2% |

## 郡区
テイズウェル郡は下記19の郡区に分割されている。
| - ボイントン - シンシナティ - ディアクリーク - デラバン - ディロン - エルムグローブ - フォンデュラク | - グローブランド - ヒットル - ホープデール - リトルマキノー - マキノー - マローン | - モートン - ペキン - サンドプレーリー - スプリングレイク - トレモント - ワシントン |

## 都市と町

### 都市
- ペキン - 郡庁所在地
- ワシントン
- イーストピオリア
- デラバン
- マーケットハイツ

### 村
| - アーミントン - クレーブクール - ディアクリーク - グッドフィールド - グリーンバレー | - ホープデール - マキノー - ミニア - モートン | - ノースペキン - サウスペキン - トレモント |

### 未編入の町
- グローブランド